# Đồng tính luyến ái ở Trung Quốc
Đồng tính luyến ái trong nền văn hóa Trung Hoa còn tương đối chưa rõ ràng mặc dù lịch sử có những ghi chép về đồng tính luyến ái trong các triều đại phong kiến. Hiện nay, chính quyền Trung Quốc không coi đồng tính luyến ái là tội phạm, nhưng ngăn chặn việc tuyên truyền chủ đề này trên phim ảnh, truyền thông theo chính sách chống lại những nội dung "thô tục, vô đạo đức và không lành mạnh", nhằm bảo vệ văn hóa truyền thống và đạo đức của đất nước và tránh gây ảnh hưởng xấu đến thanh thiếu niên của đất nước.

## Thuật ngữ và tiếng lóng
Từ đồng tính luyến (同性戀) chỉ tình yêu cùng giới hay đồng tính luyến giả (同性戀者) chỉ người yêu cùng giới được dùng chính thức. Tuy nhiên từ đồng chí (同志 – tongzhi) hay nữ đồng chí (女同志) thì phổ biến hơn trong cộng đồng người đồng tính. Từ này được dùng đầu tiên bởi các nhà hoạt động đồng tính ở Hồng Kông, sau đó nó được dùng như tiếng lóng ở Trung Hoa đại lục.

## Quan điểm cổ xưa

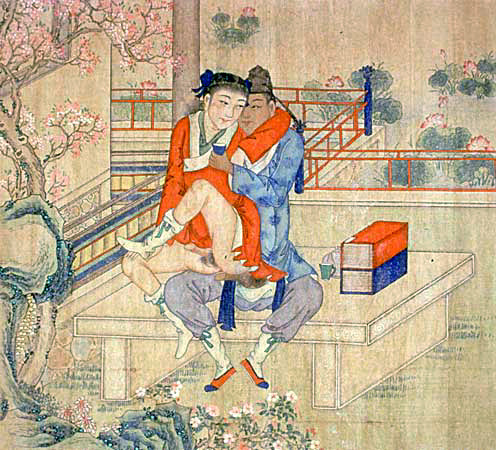
Thanh niên vừa làm tình vừa uống trà. Tranh lụa của cá nhân về đề tài đồng tính Trung Quốc đời nhà Thanh, học viện Kinsey, Bloomington, Indiana, Hoa Kỳ.

Việc có con đặc biệt là con trai để nối dõi tông đường thì rất quan trọng trong xã hội Trung Hoa cổ xưa cho nên một người đàn ông có bạn đời là đàn ông là không hoàn thành bổn phận. Ngoài ra, Lão giáo đề cao Thuyết Âm Dương nên mối quan hệ dương-dương giữa hai người đàn ông là không cân bằng và không ổn định.
Tuy nhiên không có tôn giáo lớn nào ở Trung Hoa coi đồng tính luyến ái là tội lỗi như đạo Cơ-đốc ở phương Tây. Nó không được liệt kê trong danh sách hành vi tội lỗi của Khổng giáo. Khi người đàn ông đã hoàn thành bổn phận và có con cái, chuyện có người tình nam giới không bị Khổng giáo coi là hành vi tội lỗi.
Cũng theo Lão giáo, người đàn ông được coi như là dương (陽, nam tính), nhưng cũng đều có một chút âm (陰, nữ tính) trong đó.

## Quan hệ cùng giới trong văn học
Một khía cạnh khác có tầm quan trọng đáng chú ý nhất thiết phải được nhấn mạnh là tầm quan trọng của tình bạn nam giới trong văn hóa Trung Quốc cổ đại. Có rất nhiều ví dụ về điều này trong tiểu thuyết cổ điển Trung Quốc. Những cảm giác này thiên về tình bạn của nam giới hơn là tình cảm đồng giới. Tuy vậy, một số tác phẩm khác như Hồng Lâu Mộng có mô tả những người nam có những hành vi tình dục với người cùng giới và cả khác giới.
Văn thơ khiêu dâm thường bị đốt nhưng bản thảo còn lại của hợp tuyển Biện nhi sai mô tả một nam môn sinh theo đuổi một nam môn sinh khác. Trong Qing Xia Ji, người chiến binh dũng cảm Zhang đã có hai người vợ nhưng lại bị một người trẻ tuổi Zhong hấp dẫn. Việc một người đàn ông có tuổi chủ động với một đứa con trai là một chuyện phổ biến. Tác phẩm xuất hiện vào khoảng năm 1630 đến 1640.

## Lịch sử

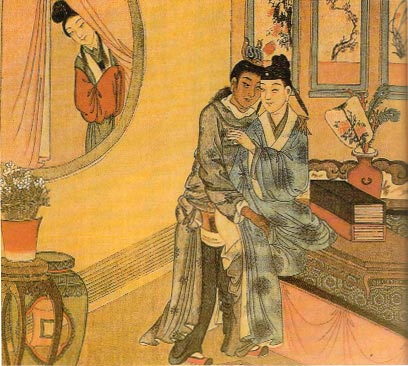
Một cô gái xem trộm hai người con trai đang yêu nhau.

Đồng tính luyến ái đã được ghi nhận từ thời Xuân Thu cũng như đời Hán về sau, đặc biệt là mối quan hệ tình cảm của nhiều hoàng đế.
Thời Xuân Thu Chiến Quốc, vua Vệ Linh Công đã từng say mê và sủng ái Di Tử Hà, một thanh niên thông minh, khôi ngô, tuấn tú. Di Tử Hà đã từng lấy xe của vua đi thăm mẹ bệnh mà chưa được sự đồng ý của vua và từng mời vua ăn quả đào do mình đã cắn. Vua không những không phạt anh ta mà còn khen hiếu thuận với mẹ và yêu quý vua. Mối tình chia đào vì thế mà hay được nhắc trong dân gian bằng câu thành ngữ dư đào đoạn tụ (余桃断袖). Khi Di Tử Hà không còn vẻ đẹp như xưa, nhà vua đâm ra chán ghét, sau đó lại thích một thanh niên khác là Công Tử Triều.
Câu thành ngữ mê Long Dương bắt nguồn từ mối tình của Ngụy An Ly vương và cậu học trò Long Dương quân rất được nhà vua sủng ái.
Vị hoàng đế anh minh và hiếu thuận Hán Văn Đế, người khai sáng nền chính trị Văn Cảnh, rất yêu quý Đặng Thông. Họ đi đâu cũng có nhau và đêm thì ngủ chung giường. Nhà vua cho Đặng Thông nhiều vàng bạc và phong chức đại phu trong triều mặc dù Đặng Thông chỉ là một người chèo thuyền không biết y thuật. Sau này nhà vua còn cho phép Đặng Thông tự đúc tiền mà dùng. Câu thành ngữ tiền họ Đặng rất phổ biến ở Trung Hoa. Đặng Thông là người trung thực, cẩn trọng và hết lòng chăm sóc khi nhà vua lâm bệnh nặng không ngại tanh hôi. Tuy nhiên, không rõ mối quan hệ của họ là bạn bè thân thiết hay thực sự là đồng tính luyến ái.
Hán Ai Đế cũng từng sủng ái và phong chức rất cao trong triều cho Đổng Hiền, một người giống phụ nữ, dịu dàng và có khuôn mặt kiều diễm. Có một lần ngủ trưa, Đổng Hiền gối lên cánh tay áo của nhà vua ngủ. Ai Đế muốn quay người nhưng cũng không muốn làm tỉnh giấc của Đổng Hiền nên cắt cánh tay áo của mình. Người ta sau gọi mối tình đồng tính là mối tình cắt tay áo cũng là có nguồn gốc là điển cố này. Khi nhà vua mất, hoàng đế mới là Vương Mãng cực lực phản đối Đổng Hiền. Vì sợ gặp họa và cũng để đáp lại tình yêu của vua dành cho mình, Đổng Hiền và vợ con đã tự sát tại nhà. Cũng không rõ mối quan hệ giữa họ là bạn bè thân thiết hay thực sự là đồng tính luyến ái.
Nhà nghiên cứu Phan Quang Đán kết luận rằng hầu như hoàng đế nào của nhà Hán cũng có một hoặc nhiều người bạn thân cận là nam giới. Một số sách lịch sử kể về một số người đồng tính nữ. Đồng tính luyến ái cũng được ghi lại vào đời Tống, đời Minh và đời Thanh.
Ở một số vùng, tình yêu đồng tính được đặc biệt coi trọng. Có một câu chuyện vui rằng vào đời nhà Minh, Phúc Kiến là nơi duy nhất mà quan hệ tình cảm của tầng lớp quý tộc và thương gia đối với các người bán dâm nam hạng sang khá phổ biến. Xie Zhaozhe, một tác giả ở Phúc Kiến đã phản bác điều này: "từ Giang Nam và Chiết Giang đến Bắc Kinh và Sơn Tây, không ai biết đến mối quan hệ kiểu này."  Những nhà truyền giáo Dòng Tên chẳng hạn như Matteo Ricci cho rằng điều này có vẻ xuyên tạc nhưng ông thực sự đã lo lắng vì sự công khai của những mối quan hệ này. Hầu hết những người quan hệ đồng tính với người bán dâm nam hạng sang là những người xa hoa và suy đồi thuộc tầng lớp quý tộc và thương gia. Vài người không phải là người đồng tính vì họ cũng yêu cầu những cô gái phục vụ.

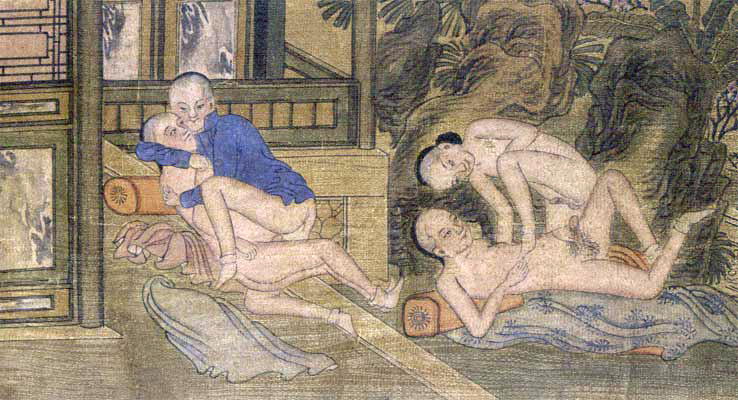
Hai thanh niên nam làm tình, tranh cuốn màu nước mờ trên giấy, Bắc Kinh, đời nhà Thanh, sưu tập cá nhân cuối thế kỷ 19.

Tình yêu đồng giới cũng được ghi lại trong nghệ thuật, nhiều chứng cứ còn tồn tại qua nhiều vụ tàn phá trong lịch sử. Mặc dù chưa thấy bức tượng nào còn tồn tại, người ta tìm thấy nhiều bức tranh trong các bộ sưu tập cá nhân.
Luật chống đồng tính đầu tiên có tác dụng là vào năm 1740. Không có ghi nhận nào về việc thực thi luật này.

## Hiện đại

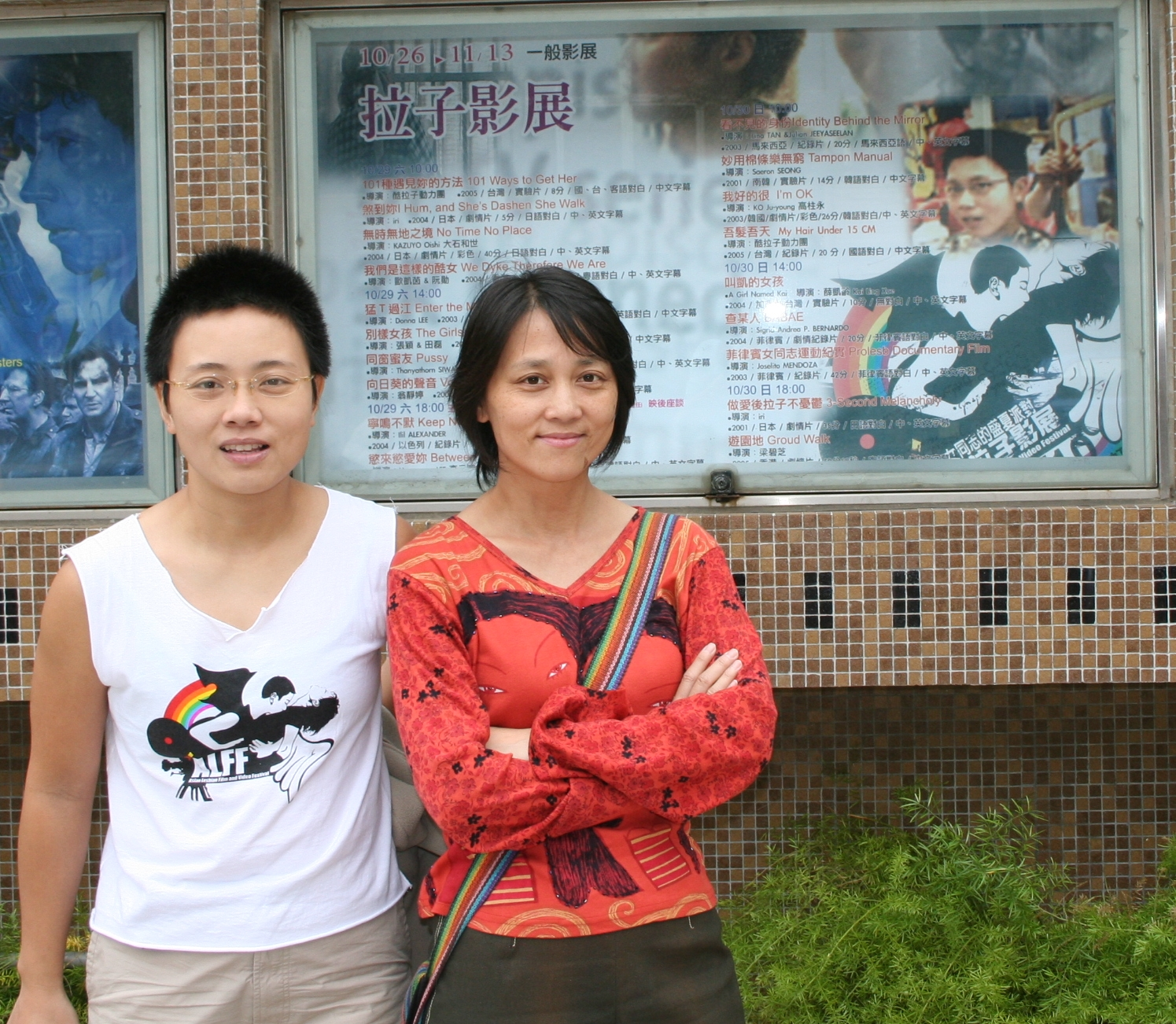
Nhà hoạt động Chen Yu-Rong và Wang Ping của Hiệp hội Quyền Giới tính Đài Loan (Gender/Sexuality Rights Association Taiwan).

Cuối thập niên 1990 và đầu thập niên 2000, tình hình thay đổi đáng kể khi luật cấm kê gian bị bãi bỏ vào năm 1997. Tổ chức phân loại và chẩn đoán rối loạn tâm thần Trung Quốc đưa đồng tính luyến ái ra khỏi danh sách bệnh tâm thần vào ngày 20 tháng 1 năm 2001. Tình hình tiếp tục được cải thiện.
Một thăm dò năm 2000 cho thấy người Trung Quốc ngày càng cởi mở hơn đối với đồng tính luyến ái. Trong 10.792 người được thăm dò, 48.15% ủng hộ, 30.9% không chấp nhận, 14.46% phân vân và 7.26% không quan tâm. Phân biệt đối xử đối với người đồng tính hiếm xảy ra. Chính sách của Trung Quốc đối với vấn đề đồng tính là Ba không: Không tán thành, không phản đối, không khuyến khích (不支持, 不反对, 不提倡).
Một thăm dò năm 2008 của nhà tình dục học Lý Ngân Hà (李銀河) cho thấy thái độ của công chúng đối với người đồng tính còn khác nhau. 91% tán thành quyền làm việc của người đồng tính, 80% đồng ý người đồng tính và dị tính có quyền ngang nhau. Nhưng đa số lại cho rằng người đồng tính công khai không nên là giáo viên và 40% cho rằng người đồng tính là hoàn toàn sai trái.
Số lượng người đồng tính ở Trung Quốc vẫn chưa rõ ràng. Một báo cáo dựa trên tài liệu của chính phủ và các nghiên cứu cho rằng là 15 triệu người. Một thống kê khác trên tờ Trung Hoa nhật báo (China Daily) cho rằng là khoảng 30 triệu người.
Nhờ nới lỏng Internet, nhiều trang web đồng tính đã nở rộ ở Trung Hoa đại lục mặc dù đôi khi cảnh sát có can thiệp và đóng cửa nhiều trang web. Internet trở nên rất quan trọng đối với cộng đồng đồng tính ở đây. Mặc dù không có tổ chức dành cho người đồng tính, nhiều website có chức năng tư vấn.
Thông tin đại chúng đôi khi đưa tin về các hoạt động đồng tính ở nước ngoài như diễu hành đồng tính. Vài nhà phê bình cho rằng mục đích của việc đưa tin là bôi bác giới đồng tính. Chính phủ Trung Quốc cấm truyền hình và rạp chiếu phim chiếu các phim về đồng tính vì chúng "không phù hợp". Bộ phim về đề tài đồng tính Lam Vũ bị cấm ở đại lục (bộ phim cũng có nhắc tới sự kiện Thiên An Môn năm 1989) mặc dù phim được chú ý nhiều ở Đài Loan, Hồng Kông và nhiều nơi khác đồng thời các diễn viên trong phim đều là người ở đại lục và dựa trên một câu chuyện khá nổi tiếng trên Internet được viết bởi một cư dân mạng ở đại lục (phiên bản DVD đã được sửa chữa rất nhiều). Bộ phim Brokeback Mountain năm 2006 bị từ chối chiếu ở đại lục dẫu cho phim của Lý An thường rất được hoan nghênh tại đây.
Mặc dù câu lạc bộ (club), quán rượu (bar), quán trà (tea house), dịch vụ xông hơi (sauna) cho người đồng tính và các trung tâm hỗ trợ thường phổ biến hơn ở các thành phố lớn như Bắc Kinh, Thượng Hải, Quảng Châu và Thẩm Quyến, các dịch vụ này cũng trở nên phổ biến hơn ở các thành phố nhỏ hơn như Tây An, Đại Liên và Côn Minh tuy nhiên thường bị cảnh sát làm khó dễ. Tương tự như ở các nước đang phát triển khác, ở đây cũng có các tụ điểm như công viên, phòng tắm công cộng, các con phố. Cuộc sống người đồng tính đặc biệt khó khăn ở thôn quê. Ở Trung Quốc vẫn còn một bộ phận rất lớn người dân không có điều kiện truy cập Internet và không có khả năng di chuyển đến các thành phố. Người dân ở thôn quê không đề cập vấn đề đồng tính luyến ái hoặc chỉ là coi nó như một căn bệnh.
Nhiều trường hợp cho thấy người đồng tính bị luật pháp kỳ thị, họ bị cảnh sát bắt bớ và giam cầm. Tháng 10 năm 1999, tòa án Bắc Kinh quy định đồng tính luyến ái là "bất thường và không chấp nhận được ở nơi công cộng" (trích báo Bưu điện Washington ngày 24 tháng 1 năm 2000). Đây cũng là lần đầu tiên thái độ chính thức được công khai. Tháng 7 năm 2001, 37 người đồng tính nam bị bắt ở Quảng Đông trong một vụ khá nổi tiếng. Tháng 4 năm 2004, Tổng cục Phát thanh Truyền hình và Điện ảnh Quốc gia (国家广播电影电视总局) thực hiện chiến dịch dẹp các nội dung bạo lực và khiêu dâm trong thông tin đại chúng. Các chương trình liên quan đến đồng tính cũng bị cấm vì được coi là vi phạm "cuộc sống lành mạnh của Trung Quốc".
Từ năm 2004, vì tỉ lệ nhiễm HIV tăng cao trong cộng đồng đồng tính và song tính nam ở các nước châu Á, các cơ quan sức khỏe cấp tỉnh và thành phố triển khai các nghiên cứu về nam có quan hệ tình dục với nam (MSM). Tháng 1 năm 2006, Hội đồng Quốc gia cho ra Quy định về Phòng chống AIDS. Tài liệu nói rằng MSM là bộ phận có nguy cơ nhiễm HIV cao và cơ quan các cấp phải đưa nhóm hành vi này vào chương trình hành động. Người ta thấy rằng chính phủ Trung Quốc quyết tâm trong vấn đề sức khỏe của người đồng tính và song tính nam.
Nhà tình dục học nổi tiếng Lý Ngân Hà, cũng là người đồng tính, đã cố gắng hợp pháp hóa hôn nhân đồng tính trong Quốc hội (Hợp pháp hóa hôn nhân đồng tính ở Trung Quốc năm 2000 – 中国同性婚姻合法化 và Đề án hôn nhân đồng tính Trung Quốc năm 2004 – 中国同性婚姻提案). Theo luật pháp, cần thiết phải có 35 chữ ký đại biểu để đưa một vấn đề ra thảo luận tại Quốc hội. Bà đã thất bại vì thiếu sự ủng hộ của nhiều đại biểu. Nhiều học giả cũng như người đồng tính cho rằng việc hợp pháp hóa trong một tương lai gần là điều khó khăn. Tại Quốc hội năm 2006, bà lại đề trình dự thảo về vấn đề này một lần nữa. Nhiều trang web kêu gọi thành viên ký tên ủng hộ cho dự thảo này. Tuy nhiên theo như dự đoán, dự thảo này lại không được thông qua.

## Cấm tuyên truyền
Kể từ năm 2012, Chính phủ Trung Quốc kiểm duyệt chặt chẽ mọi nội dung được cho là gây tác động xấu, làm băng hoại văn hóa truyền thống và đạo đức của đất nước. Ủy ban về Báo chí, Xuất bản, Phát thanh, Điện ảnh và Truyền hình Trung Quốc hoạt động rất chặt chẽ trong lĩnh vực an ninh văn hóa. Trung Quốc đã ban hành một loạt văn bản cấm đối với các bộ phim chiếu những "mối quan hệ và hành vi tình dục bất thường", trong đó bao gồm quan hệ cùng giới, đồng thời không cho phép phát sóng chúng trên đài truyền hình quốc gia, địa phương và các kênh xem trực tiếp. Chính quyền Trung Quốc cấm tất cả mô tả về người đồng tính trên truyền hình, như là một phần của cuộc trừng phạt văn hóa với những nội dung "thô tục, trái đạo đức và không lành mạnh". Cảnh sát Trung Quốc cũng giám sát chặt những hoạt động của các tổ chức phi chính phủ, và họ sẽ giải tán những hoạt động có ý đồ cổ vũ đồng tính luyến ái và hôn nhân đồng tính. Các quy định này được ban hành sau khi chính phủ Trung Quốc nhận định sự xuất hiện dày đặc của các bộ phim và các bài viết tuyên truyền về đồng tính luyến ái trên Internet đã làm băng hoại giới trẻ Trung Quốc bởi nội dung gây suy đồi đạo đức, làm tha hóa lối sống thanh niên và văn hóa gia đình.
Năm 2021, Cục Quản lý Phát thanh và Truyền hình Quốc gia Trung Quốc để ban hành loạt quy định với giới nghệ sĩ, trong đó có cấm nam nghệ sĩ có ngoại hình "ẻo lả", nữ tính hóa. Tối 2/9/2021, Ban tuyên giáo Trung ương Trung Quốc cảnh báo về sự hỗn loạn của thị trường ca nhạc và sự xuất hiện của dòng phim BL (đồng tính luyến ái). Nguy cơ già hóa dân số đe dọa sự phát triển của đất nước đã khiến chính phủ Trung Quốc đề ra chính sách khơi dậy giá trị nam tính truyền thống ở giới trẻ thông qua việc ngăn chặn dòng phim BL và sự "nữ tính hóa" của các nam nghệ sĩ.
Có những nhà bình luận cho rằng những biện pháp này sẽ giúp văn hóa đất nước quay về cội nguồn chủ nghĩa xã hội, và "tin tức và dư luận sẽ không còn là mảnh đất tôn thờ văn hóa phương Tây".

## Hồng Kông
Trước năm 1991, đồng tính luyến ái là bất hợp pháp ở Hồng Kông, hình phạt nặng nhất là tù chung thân. Hội đồng lập pháp Hồng Kông bỏ luật cấm hành động kê gian sau khi bàn cãi công khai vào năm 1980. Tuy nhiên, hai lần đề xuất luật cấm phân biệt đối xử vào năm 1993 và 1997 đã thất bại.
Có nhiều tổ chức bảo vệ quyền người đồng tính ở Hồng Kông như Rainbow Action và Hội văn hóa Tongzhi (Đồng Chí). Vào năm 2003, Giáo hội Thiên chúa Hồng Kông phát hành một bài báo chỉ trích hôn nhân đồng tính. Để đáp lại, một nhóm người phản đối đã tràn vào nhà thờ và ngăn chặn việc này.

## Văn hóa

### Nhân vật hiện đại
Dưới đây liệt kê một số người nổi tiếng ở Trung Hoa đại lục và Đài Loan đã công khai hoặc hoạt động tích cực cho quyền của người đồng tính:
- Trương Quốc Vinh (Leslie Cheung, đồng tính hoặc song tính, ca sĩ, diễn viên Hồng Kông).
- Bạch Tiên Dũng (Pai Hsien-yung, nhà văn Đài Loan).
- Lý Ngân Hà (Li Yinhe, nhà nghiên cứu tình dục học Trung Quốc).
- Hà Xuân Nhuy (Josephine Ho, nhà nghiên cứu và hoạt động chính trị Đài Loan).
- Siu Cho (nhà nghiên cứu và hoạt động xã hội Hồng Kông).

### Phim
Có nhiều phim đề tài đồng tính ở Hồng Kông, Đài Loan và Trung Hoa đại lục, một số phim là:
- Against The Love Of The Enemy (Nghịch Tập Chi Ái Phượng Tình Địch, Trung Quốc)
- Bishonen (Mỹ thiếu niên, Hồng Kông)
- Buffering (Hồng Kông)
- Butterfly (Hồng Kông)
- Crystal Boys (Đài Loan)
- East Palace, West Palace (Đông cung tây cung, Trung Quốc)
- Eternal Summer (Mùa hè vĩnh cửu, Đài Loan)
- Farewell My Concubine (Bá vương biệt cơ, Trung Quốc)
- Fleeing by Night (Đài Loan)
- Formula 17 (Công thức tuổi teen, Đài Loan)
- Happy Together (Xuân quang xạ tiết, Hồng Kông)
- I Am Not What You Want (HK)
- Lanyu (Lam Vũ, Trung Quốc)
- Spider Lilies (Đài Loan)
- Tongzhi in Love (Đồng tính ở Đài Loan, phim tài liệu, Trung Quốc/Hoa Kỳ, 2008)
- Thượng ẩn (Trung Quốc, phim truyền hình Internet 2016)
- The Wedding Banquet (Hỷ yến, Đài Loan)